# سانتياغو سيغاندا فورني
سانتياغو سيغاندا فورني (بالإسبانية: Santiago Ciganda)‏ (16 يناير 1994 بمونتفيدو في الأوروغواي - ) هو لاعب كرة قدم أوروغواني في مركز الهجوم. لعب مع ريفر بليت.

## وصلات خارجية
- سانتياغو سيغاندا فورني على موقع قاعدة بيانات كرة القدم.إي يو (الإنجليزية)
- سانتياغو سيغاندا فورني على موقع Soccerway.com (الإنجليزية)
- سانتياغو سيغاندا فورني على موقع عالم كرة القدم.نت (الإنجليزية)
- سانتياغو سيغاندا فورني على موقع AS.com (الإسبانية)